# Erwin Scheerer
Erwin Scheerer (* 26. März 1905 in Ludwigsburg; † 21. Februar 1984 ebenda) war ein deutscher Bildhauer.

## Leben
Scheerer absolvierte eine Lehre als Steinbildhauer im väterlichen Betrieb. Von 1924 bis 1926 studierte er bei Alfred Lörcher an der Kunstgewerbeschule Stuttgart. Von 1927 bis 1932 setzte er sein Studium an der Kunstakademie München fort. Ab 1933 lebte er als freischaffender Bildhauer in Ludwigsburg. Von 1949 bis 1968 war er Ausschuss- und Jurymitglied des Verbandes Bildender Künstler Württembergs. Scheerer realisierte zahlreiche öffentliche Kunstaufträge für Schulen und Kirchen. Scheerer blieb sein ganzes Leben lang seiner schwäbischen Heimat treu, obwohl er sich in ganz Deutschland eines guten Rufs als Bildhauer erfreute.

## Künstlerisches Schaffen
Der Künstler schuf zahlreiche Denkmäler im Auftrag staatlicher Einrichtungen. Er beteiligte sich an der Errichtung des Kriegerdenkmals der Stadt Heilbronn. In Hoheneck (bis 1926 selbstständig, heute Stadtteil von Ludwigsburg) schuf Scheerer an der Neckarbrücke auf Hohenecker Seite eine Skulptur. Sie zeigt die überlebensgroße Bronzefigur eines bekränzten, unbekleideten Jünglings, von dessen ausgestreckter Hand ein Falke zum Flug ansetzt. Andere Arbeiten des Künstlers in Ludwigsburg: Lehrer und Schüler, Lehrerin und Schülerin, Arbeiter, Hl. Christophorus, Mädchen mit Krug, Hans Klenk, Flussgott.
Zumindest einige seiner früheren expressiven grafischen Arbeiten galten den Nazis als „entartet“, und 1937 wurden in der Aktion „Entartete Kunst“ vier davon aus der Deutschen Graphikschau in Görlitz beschlagnahmt, drei davon zerstört.

Zum hundertsten Geburtstag von Max Planck errichtete Scheerer am 23. April 1958 an der Stelle, wo einst das Haus des Gelehrten stand, das Max-Planck-Denkmal in Kiel.

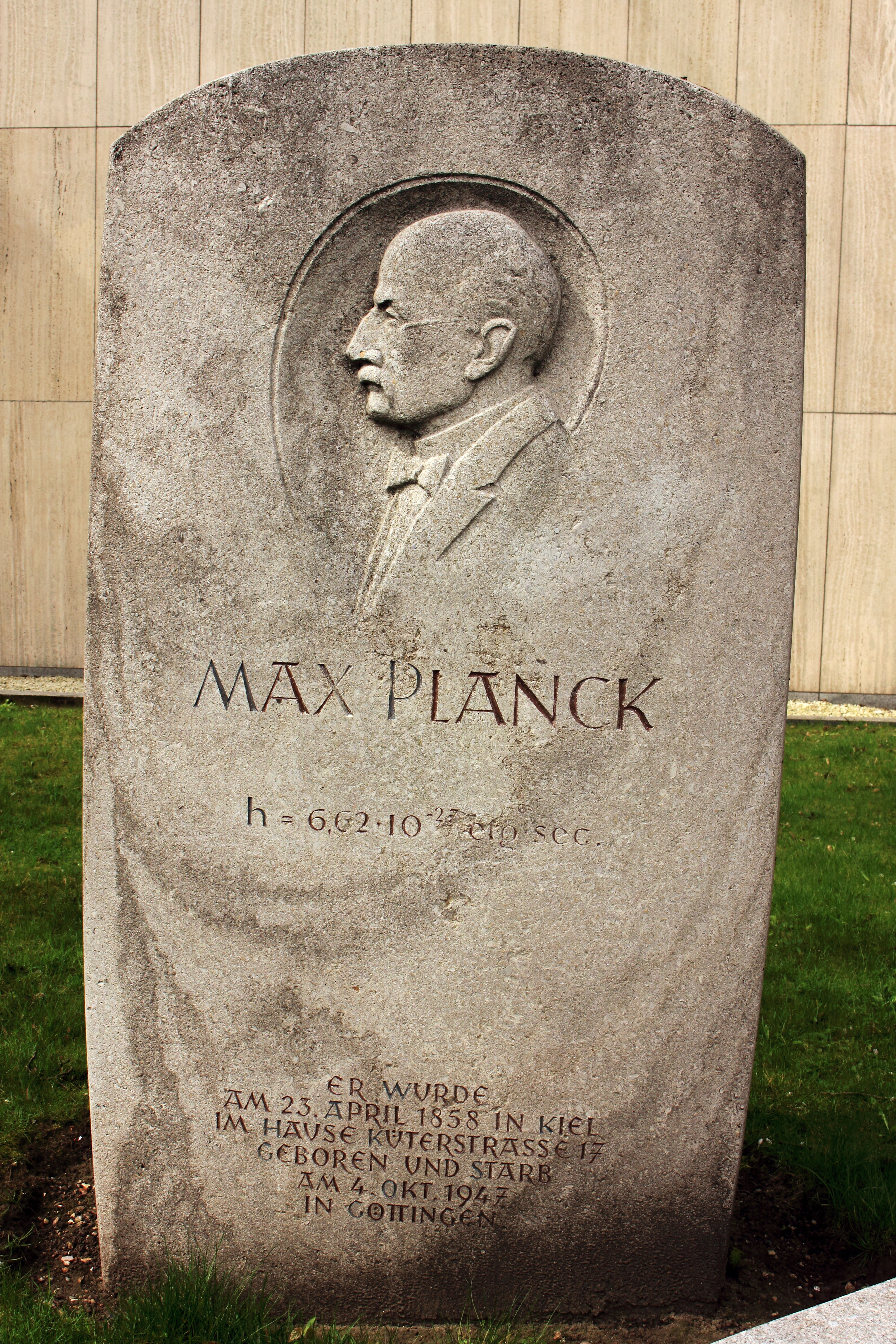
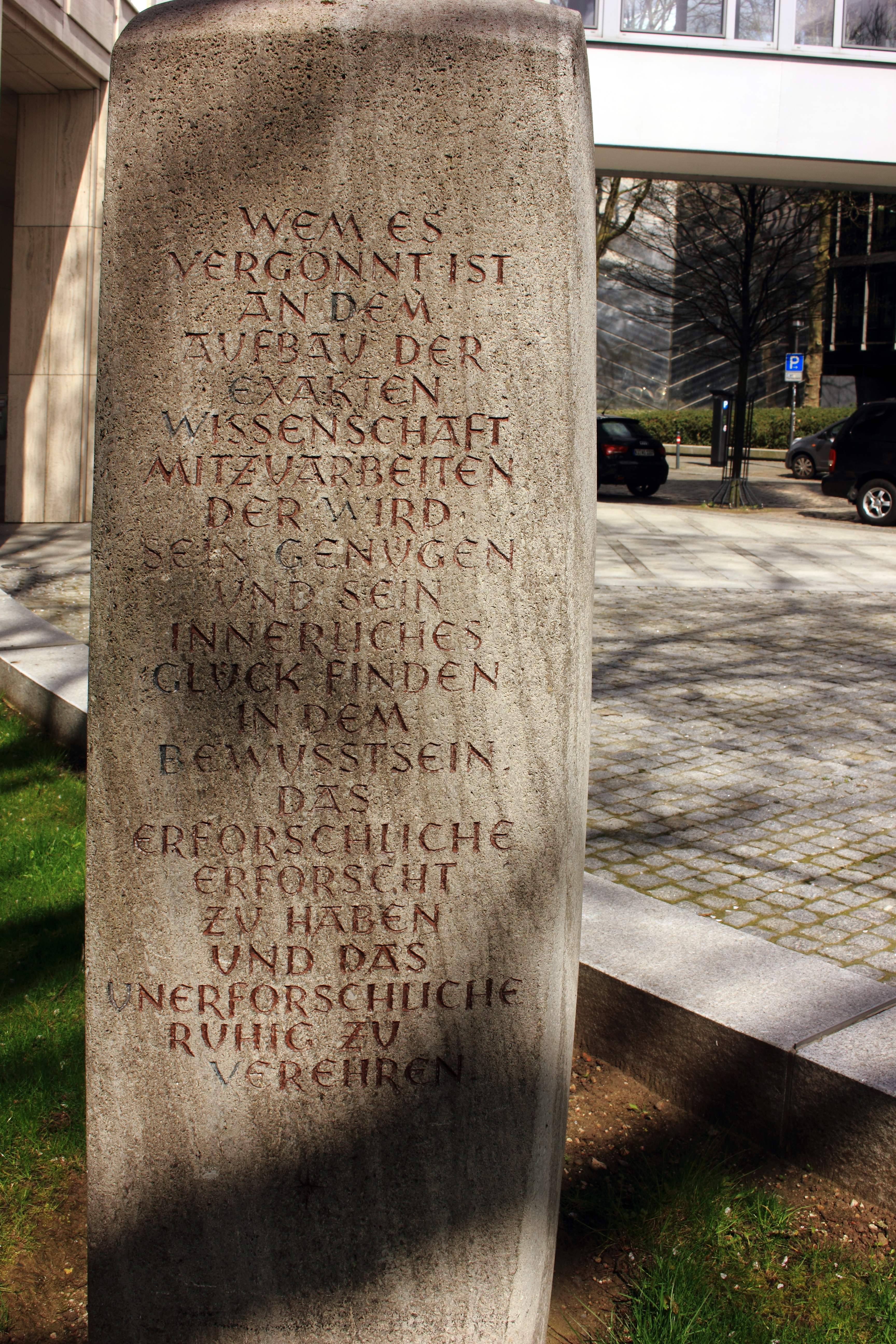
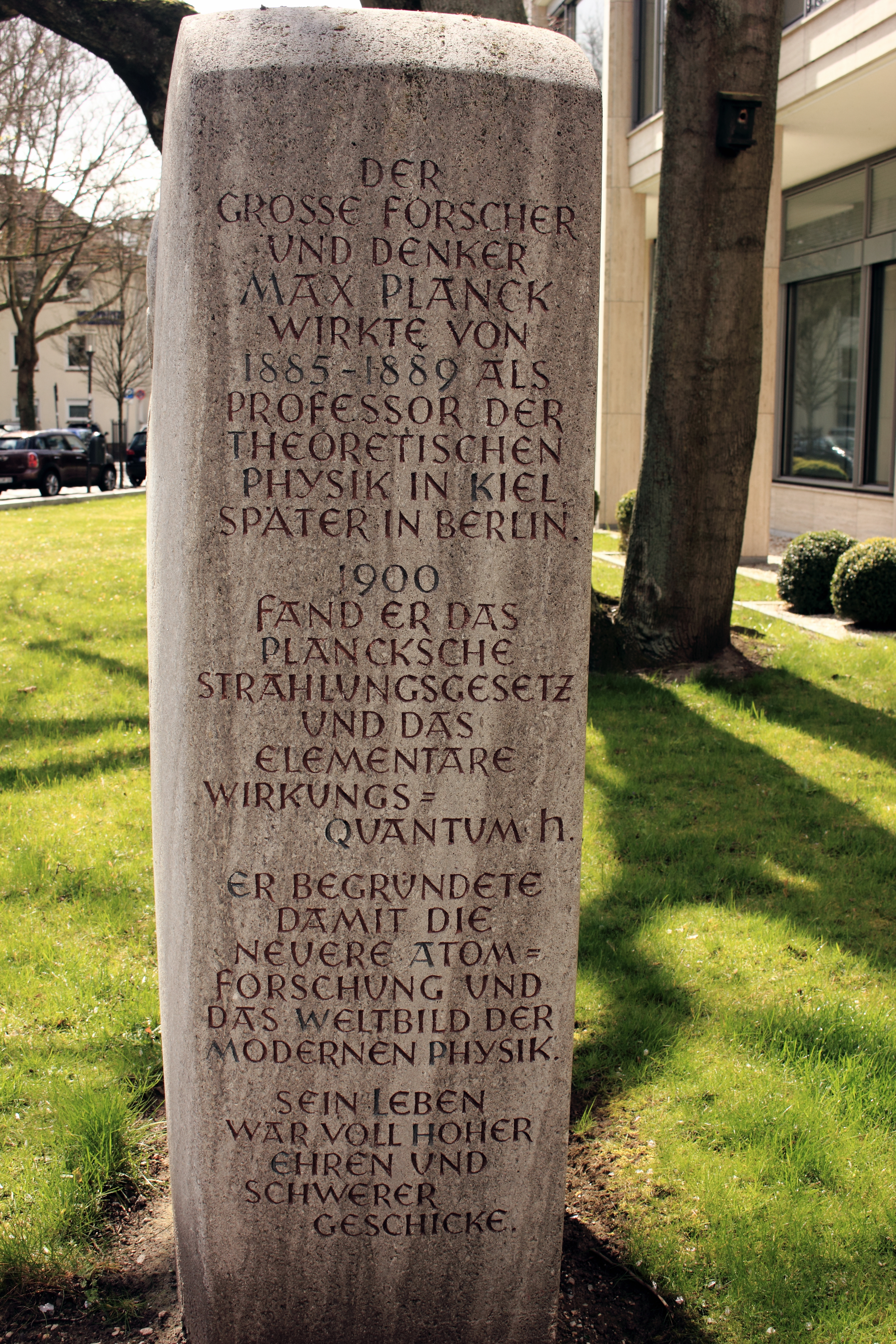

 Es zeigt vorne eine Büste von M. Planck und eine Inschrift. Auf den Seitenflächen befinden sich eine Würdigung von Leben und Werk des Ehrenbürgers der Stadt Kiel und des Ehrensenators der Universität Kiel sowie ein Zitat aus einer späten Rede des Wissenschaftlers.

## Weitere Werke
- Ludwigsburg, Aldinger Straße: Hartwig-Brunnen
- Ludwigsburg: Brunnen mit halbplastischer Engelsfigur an der Außenmauer des neuen israelitischen Friedhofs.[4]
- Ludwigsburg-Eglosheim, Tammer Straße: Wandbrunnen an der Hirschbergschule (1954)[5]

## Ausstellungen (Auszug)
- 1932: Stuttgarter Sezession
- 1937 und 1939 Große Deutsche Kunstausstellung in München[6]